# Aéroport Jože-Pučnik de Ljubljana
L'aéroport Jože-Pučnik de Ljubljana (slovène : Letališče Jožeta Pučnika Ljubljana), parfois nommé aéroport de Brnik (code IATA : LJU • code OACI : LJLJ), est un aéroport international localisé en Slovénie à environ 26 km au nord de la capitale Ljubljana près de la localité de Brnik. Le plus grand aéroport du pays tire son nom de l’homme politique slovène Jože Pučnik (1932-2003).

## Histoire
Le premier avion atterrit sur la piste de Brnik le 24 décembre 1963 tout en marquant l’ouverture de l’aéroport. En 1965, l’aéroport accueillait 15 compagnies étrangères. La piste est allongée à 2 200 mètres en 1973 et en 1978 elle est allongée jusque sa taille actuelle de 3 300 mètres pour répondre aux critères internationaux. Le nombre de visiteurs grimpe à 886 248 passagers en 1987. En 1991, à la suite de la déclaration d’indépendance de la Slovénie, l'aéroport subit des dommages dus aux affrontements lors de la Guerre de Slovénie. Il ne fut rouvert qu’en 1992 après rénovation. Cette année, l’aéroport n’accueillit que 248 851 passagers.

## Situation
| \| 20 km1:957 000 \| Maribor Ljubljana Portorož |
| 20 km1:957 000                                  |

## Description
En 2007, l’aéroport traite 46 517 mouvements et accueille 1 524 028 passagers. Ces chiffres sont en constante augmentation depuis 2003. Les vols cargos ont transporté 21 717 tonnes de marchandises. L’aéroport est relié à la capitale Ljubljana par l’autoroute A2/E61 et des services de bus le relient à la capitale et à la ville de Kranj. 
Les compagnies basées sur l’aéroport sont par exemple la compagnie slovène Adria Airways mais aussi Air France, Brussels Airlines, EasyJet et Finnair.
Une partie des aéronefs de l'aviation slovène et de la police de ce pays y sont stationnés.

## Statistiques
Pour des raisons techniques, il est temporairement impossible d'afficher le graphique qui aurait dû être présenté ici.

Voir la requête brute et les sources sur Wikidata.

### Zoom sur l'impact du covid de 2019-2020
Pour des raisons techniques, il est temporairement impossible d'afficher le graphique qui aurait dû être présenté ici.

Voir la requête brute et les sources sur Wikidata.

## Compagnies et destinations

### Vols passagers
| Compagnies                   | Destinations |
| ---------------------------- | --- |
| Aegean Airlines              | Athènes E.-Venizélos |
| Air France                   | Paris-Charles de Gaulle |
| Air Montenegro               | Podgorica En saison : Tivat |
| Air Serbia                   | Belgrade-Nikola-Tesla, Niš Constantin-le-Grand |
| British Airways              | En saison: Londres-Heathrow |
| Brussels Airlines            | Bruxelles-National |
| Corendon Airlines            | En saison charter: Antalya |
| easyJet                      | Londres-Gatwick |
| El Al                        | En saison: Tel Aviv - Ben Gourion |
| Finnair                      | En saison : Helsinki-Vantaa |
| flydubai                     | Dubaï |
| FlyEgypt                     | En saison charter : Charm el-Cheikh, Hurghada |
| Israir Airlines              | En saison : Tel Aviv - Ben Gourion |
| LOT Polish Airlines          | Varsovie-Chopin |
| Lufthansa                    | Francfort, Munich-F. J. Strauß |
| Luxair                       | En saison: Luxembourg-Findel |
| Swiss International Airlines | Zurich |
| Trade Air                    | En saison charter : - Corfou-I. Kapodístrias, - Héraklion-N. Kazantzákis, - Karpathos, - Céphalonie, - Kos, - La Canée I.-Daskaloyánnis, - Prévéza-Aktion, - Rhodes-Diagoras, - Sámos-Aristarque, - Santorin, - Zante D.-Solomós |
| Transavia                    | Amsterdam |
| Transavia France             | En saison: Paris-Orly |
| Turkish Airlines             | Istanbul |
| Wizz Air                     | Londres-Luton |

Actualisé le 15/02/2023

### Espace cargo
| Compagnies   | Destinations                         |
| ------------ | ------------------------------------ |
| DHL Aviation | Bergame-Orio al Serio, Leipzig/Halle |

## Incidents et accidents
- 1er septembre 1966 : le vol 105 Britannia Airways, un Bristol 175 Britannia parti de Londres, s'écrase lors de son approche de l'aéroport de Ljubljana à cause de problèmes avec l'altimètre. Le crash fait 98 victimes sur les 117 personnes à bord.